# Messiasia carioca
Messiasia carioca är en tvåvingeart som beskrevs av Wilcox 1975. Messiasia carioca ingår i släktet Messiasia och familjen Mydidae. Inga underarter finns listade i Catalogue of Life.